# Aleksander Kakowski

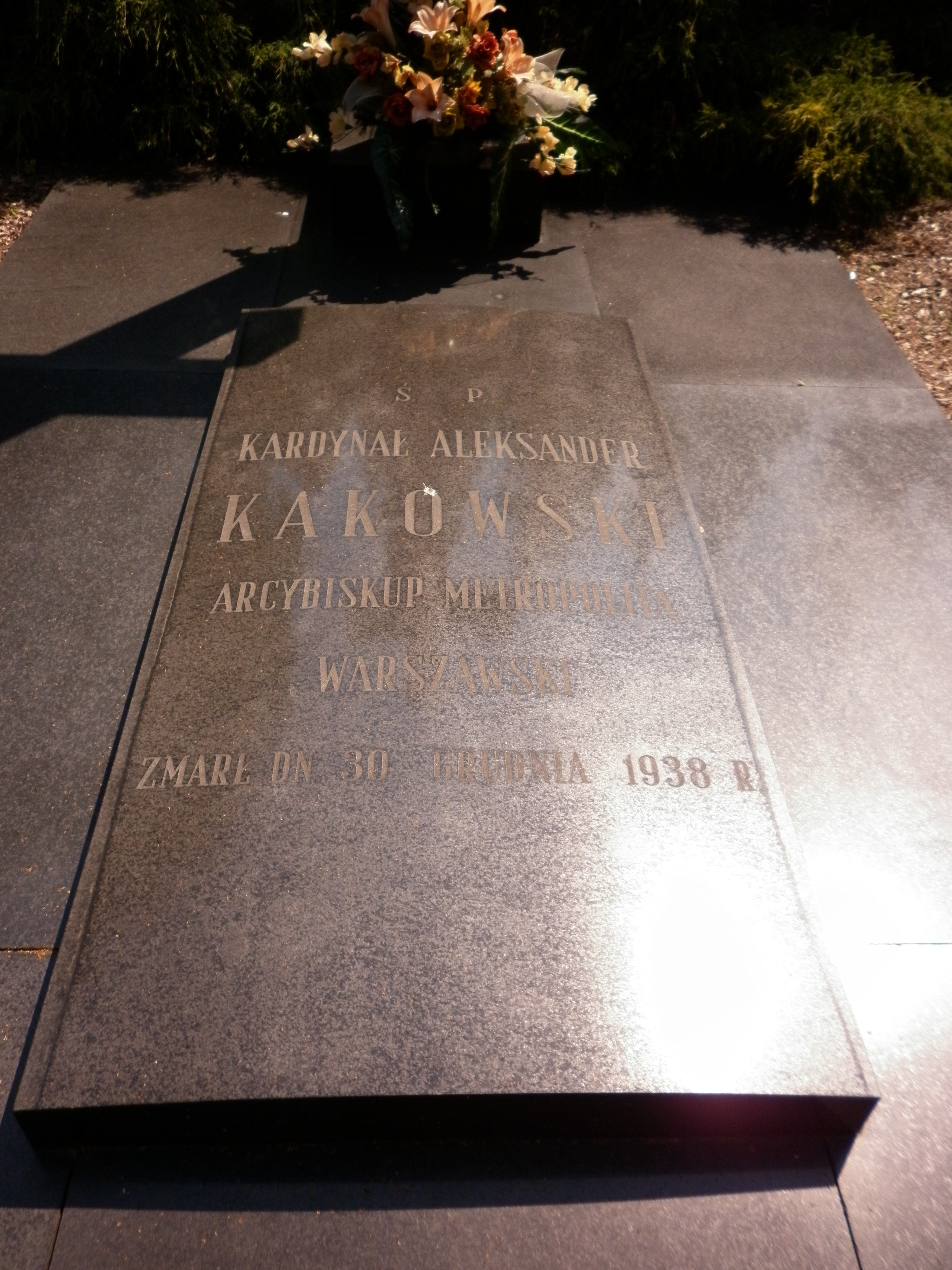
Tombe du cardinal Kakowski à Bródno

Aleksander Kakowski, né le 5 février 1862 à Dębiny en Mazovie, Pologne, et mort le 30 décembre 1938 à Varsovie, est un cardinal polonais, archevêque de Varsovie.

## Biographie
Aleksander Kakowski est prêtre de paroisse à Varsovie, puis y est professeur et recteur au séminaire et chanoine honoraire. Il est recteur de l'Académie impériale de théologie de Saint-Pétersbourg et professeur ordinaire de droit canonique en 1910-1913.
L'abbé Kakowski est nommé archevêque de Varsovie en 1913.
Après le déclenchement de la Première Guerre mondiale, Kakowski demeure à Varsovie et en 1917, il est nommé membre du Conseil de Régence, une autorité semi-indépendante et temporaire du Royaume de Pologne, recrée par les puissances centrales dans le cadre de leur plan Mitteleuropa. Kakowski est l'un des trois membres de cet organe, qui sert de chef d'État provisoire (d'où son nom « conseil de régence »).
Au consistoire du 15 décembre 1919, le pape Benoît XV le créé cardinal. Il participe ainsi au conclave de 1922, à l'issue duquel Pie XI est élu pape.